# Santa Cruz Cafetal
Santa Cruz Cafetal är en ort i Mexiko.   Den ligger i kommunen Metlatónoc och delstaten Guerrero, i den sydöstra delen av landet, 260 km söder om huvudstaden Mexico City. Santa Cruz Cafetal ligger 1 499 meter över havet och antalet invånare är 147.
Terrängen runt Santa Cruz Cafetal är kuperad västerut, men österut är den bergig. Terrängen runt Santa Cruz Cafetal sluttar söderut. Runt Santa Cruz Cafetal är det ganska tätbefolkat, med 60 invånare per kvadratkilometer. Närmaste större samhälle är Malinaltepec, 16,1 km nordväst om Santa Cruz Cafetal. I omgivningarna runt Santa Cruz Cafetal växer huvudsakligen savannskog.